# Castillo de Riber
El castillo de Riber (en inglés: Riber Castle) es una mansión amurallada del siglo xix construida en piedra arenisca en lo alto de la aldea de Riber, en Derbyshire, Inglaterra (Reino Unido). El complejo, ubicado en un cerro con vistas a la ciudad condado de Matlock e incluido en la lista de monumentos de interés especial del Reino Unido, pasó por una importante renovación a principios de la década de 2000. Con su estilo gótico, se ha descrito como «el castillo más emblemático del Peak District», cuya figura destaca en el skyline de Matlock. Su imagen sirve además como elemento céntrico en el proyecto turístico regional, financiado por la Union Europea.

## Historia
El castillo de Riber fue diseñado y construido en 1862 por el industrialista John Smedley, con el fin de servir como su morada particular. Para su construcción se utilizó piedra arenisca traída de una mina local ubicada a más de 200 metros ladera abajo, empleando un sistema de poleas desarrollado especialmente a este fin. La ubicación del edificio era de tan difícil acceso, que obtuvo el calificativo (usado hasta el día de hoy) de Smedley's Folly («El disparate de Smedley»), sobre todo por la dificultad de subir agua hasta este punto de la colina. 
Tras el fallecimiento de Smedley, su mujer continuó ocupando el castillo hasta su propio fallecimiento, en 1892, año en el que se convirtió en escuela preparatoria para niños varones durante casi cuatro décadas. Dicha escuela quedó clausurada en 1930 por falta de medios y el mal estado del castillo. El historiador del arte y arquitecto John Summerson, uno de varios célebres alumnos de aquella escuela, la describió como «un auténtico monstruo, objeto de una bastardía indescifrable». Sin embargo, describió su estanca en la escuela como placentera.      
Durante la Segunda Guerra Mundial, como otros castillos y edificios históricos de características similares, el castillo de Riber sirvió para almacenar víveres y suministros. La edificación no recibiría la calificación de «castillo» hasta 1950, año en que fue adoptada oficialmente. La palabra inglesa castle se refiere entre otros a caserones de grandes dimensiones, especialmente los que imitan la forma de un castillo medieval.               
Finalizada la guerra, el Ministerio de Defensa, que tuvo bajo tutela la propiedad del lugar, lo dejó en desuso hasta la década de 1960, cuando se convirtió en un emblemático zoológico –el Riber Castle Wildlife Park, o simplemente Zoo de Riber–, albergando especies de fauna británicas y europeas. Tras cuatro décadas de funcionamiento, el zoológico cerró en junio de 2000 en medio de una controversia debido a acusaciones sobre maltrato animal dirigidas hacia sus últimos regentes.                     
Desde principios del nuevo milenio, hubo planes de convertir el castillo en complejo residencial, con un proyecto exhaustivo presentado en marzo de 2006, que incluía la rehabilitación y modernización de la estructura y distribución de los pisos. Se procedió al saneamiento de la infraestructura y revestimiento de las paredes, con el objetivo de tener preparados dos pisos piloto para 2014. Desde 2006 el castillo es además accesible a visitantes y excursionistas, después de la demolición de una antigua valla de seguridad que impedía la entrada al perímetro, reacondicionamiento de la ruta de acceso e incorporación de elementos y personal de seguridad.
En 2016 se anunció oficialmente la conversión del castillo en un complejo residencial. Sin embargo, el proyecto ha tenido varios retrasos, afectado, entre otros, por la pandemia de COVID-19.

## En la cultura popular
El castillo de Riber y la ciudad de Matlock han sido el escenario principal de la película Dead Man's Shoes, de 2004, dirigida por Shane Meadows y protagonizada por Paddy Considine.

## Galería de fotos

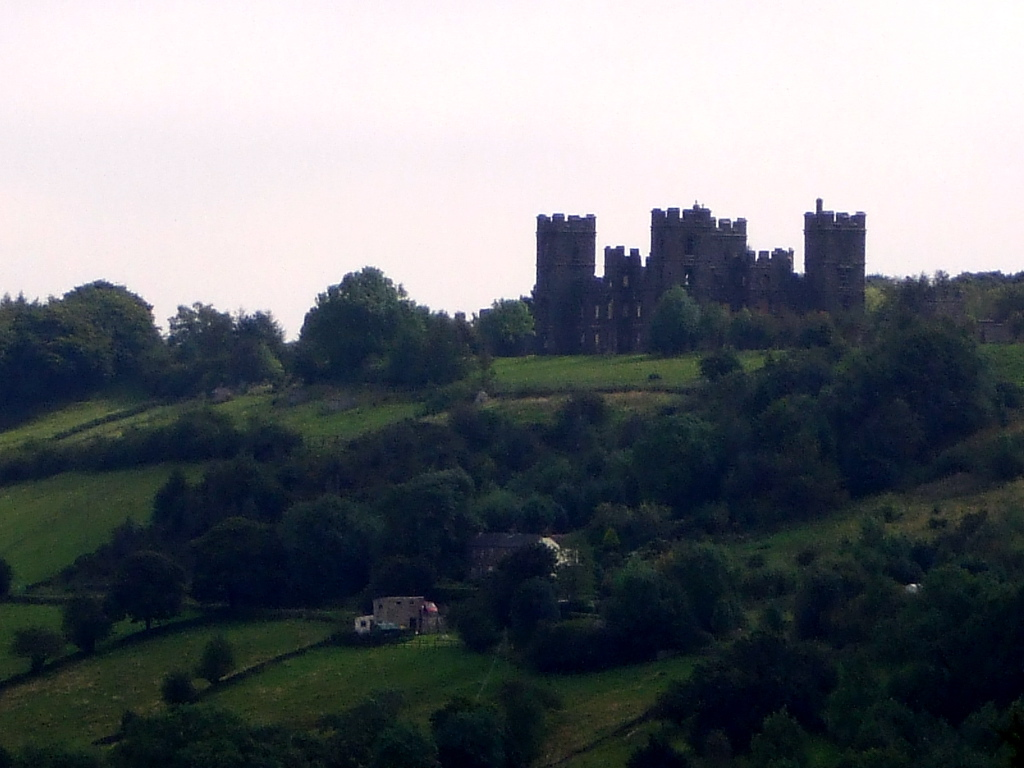
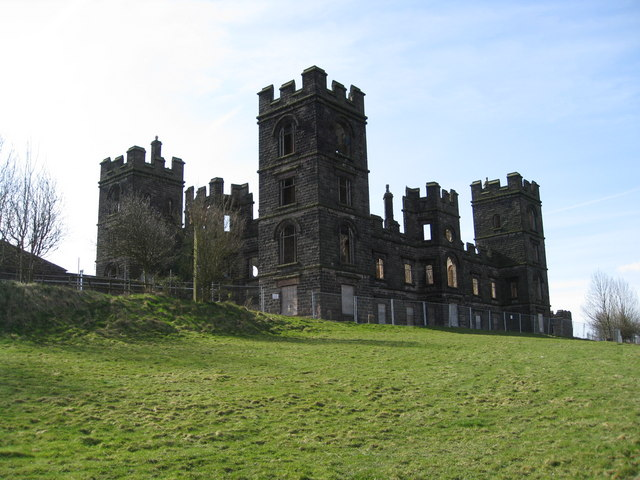
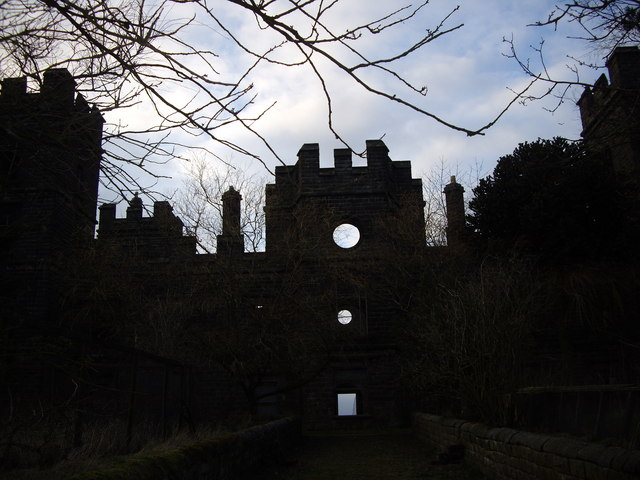
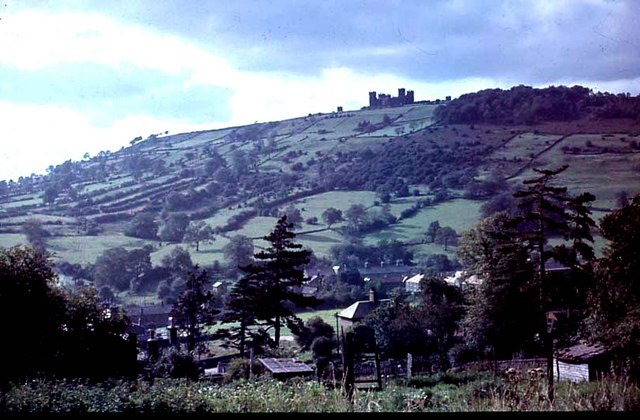
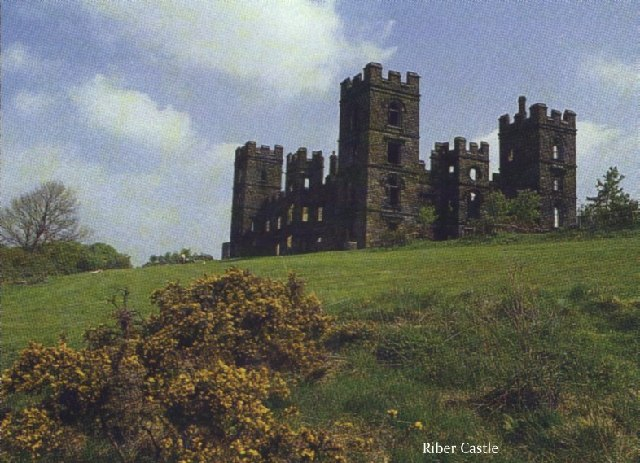
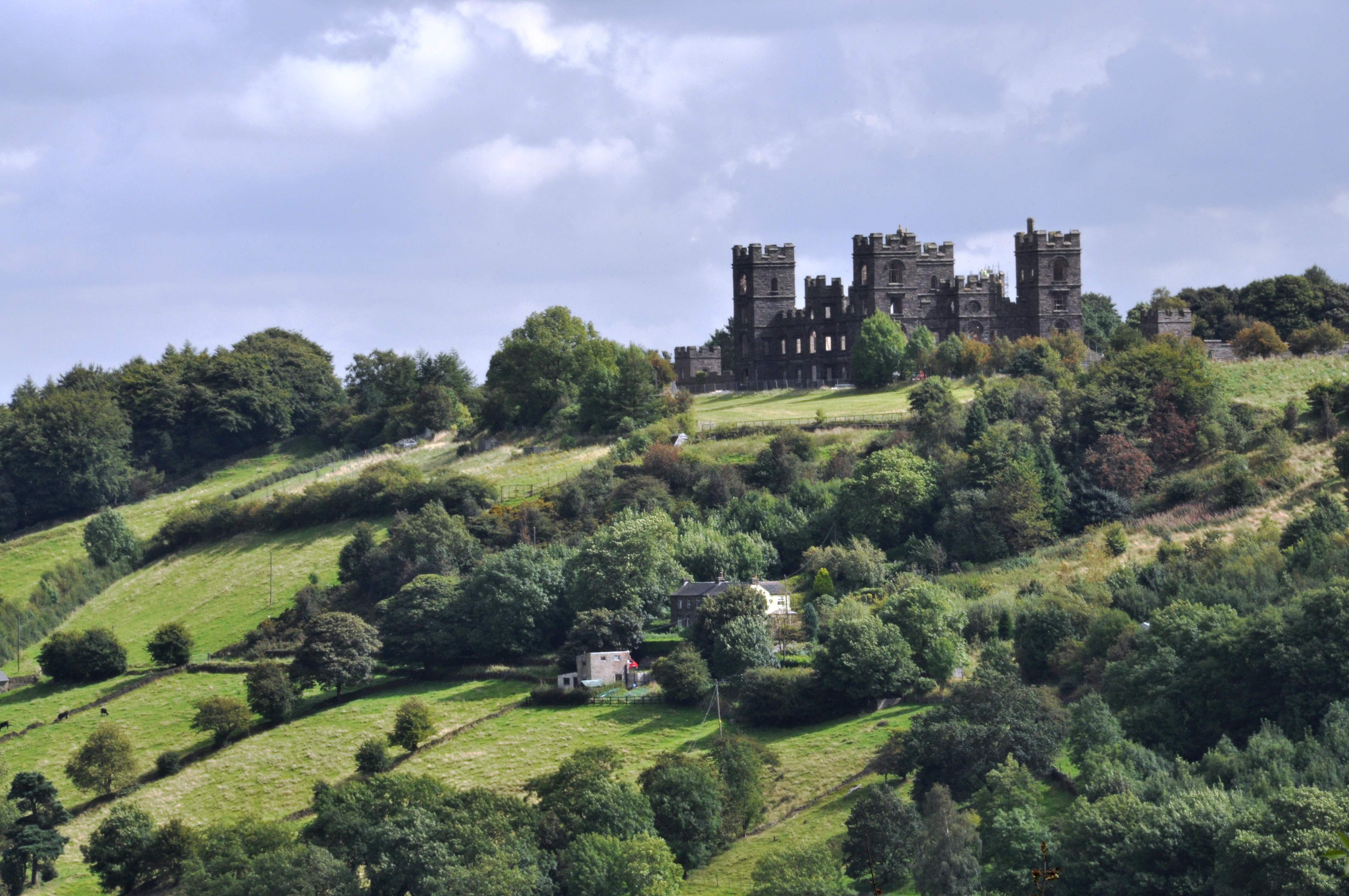